# Seznam jezer v Kazachstánu
Největší jezera v Kazachstánu (kazašsky jezero - Көлі). Tabulka obsahuje jezera větší než 100 km².

## Jezera s plochou přes 100 km²
| jezero               | rozloha km² | maximální hloubka m | nadmořská výška m | oblast                                                |
| -------------------- | ----------- | ------------------- | ----------------- | ----------------------------------------------------- |
| Kaspické moře        | 371 000     | 1 025               | −28               | Atyrauská oblast, Mangystauská oblast                 |
| Balchaš              | 22 000      | 26                  | 340               | Almatská oblast, Karagandská oblast, Žambylská oblast |
| Aralské jezero       | 17 160      | [ 4 ]               | [ 4 ]             | Kyzylordská oblast, Aktobská oblast                   |
| Jižní Aralské jezero | 13 300      | 43                  | 29                | Kyzylordská oblast                                    |
| Zajsan               | 5 500       | 10                  | 378               | Východokazachstánská oblast                           |
| Malý Aral            | 3 300       | 8,7                 | 18                | Kyzylordská oblast, Aktobská oblast                   |
| Alaköl               | 2 200       | 45                  | 343               | Almatská oblast, Východokazachstánská oblast          |
| Šalkarteniz          | 1 800       | 3                   | —                 | Aktobská oblast                                       |
| Tengiz               | 1 590       | 8                   | 304               | Akmolská oblast                                       |
| Seletyteniz          | 777         | 3,2                 | 64                | Severokazachstánská oblast, Pavlodarská oblast        |
| Sasykköl             | 736         | 4,7                 | 350               | Almatská oblast, Východokazachstánská oblast          |
| Markakol             | 449         | 30                  | 1 449             | Východokazachstánská oblast                           |
| Sarykopa             | 336         | —                   | —                 | Kostanajská oblast                                    |
| Kurgaldžin           | 330         | 2                   | 308               | Akmolská oblast                                       |
| Teke                 | 265         | 1                   | —                 | Severokazachstánská oblast                            |
| Šaglyteniz           | 240         | 2                   | 135               | Severokazachstánská oblast                            |
| Kušmurun             | 210         | 3                   | 103               | Kostanajská oblast                                    |
| Aralsor              | 200         | —                   | —                 | Západokazachstánská oblast                            |
| Šalkar               | 200         | 13                  | —                 | Západokazachstánská oblast                            |
| Kyzylkak             | 188         | 1                   | 41                | Pavlodarská oblast                                    |
| Kamyslybas           | 176         | —                   | —                 | Kyzylordská oblast                                    |
| Karasor              | 154         | 5                   | —                 | Karagandská oblast                                    |
| Aksuat               | 150         | 3                   | —                 | Kostanajská oblast                                    |
| Arys                 | 146         | —                   | —                 | Kyzylordská oblast                                    |
| Žalauly              | 144         | —                   | —                 | Pavlodarská oblast                                    |
| Kojbagar             | 127         | —                   | —                 | Kostanajská oblast                                    |
| Sarymoin             | 126         | —                   | —                 | Kostanajská oblast                                    |
| Ujaly                | 120         | 5,8                 | —                 | Almatská oblast, Východokazachstánská oblast          |
| Inder                | 110         | —                   | —                 | Atyrauská oblast                                      |
| Kalibek              | 110         | —                   | —                 | Severokazachstánská oblast                            |
| Kiši-karoj           | 102         | —                   | 53                | Severokazachstánská oblast                            |

## Menší jezera
- Botkul
- Karakoin
- Kokčetavská jezera
- Ulken-karoj
- Žamantuz (Severokazachstánská oblast)
- Žamantuz (Pavlodarská oblast)
- Želdubaj

## Zaniklé jezero
- Issyk